# Lista över olympiska medaljörer i handboll

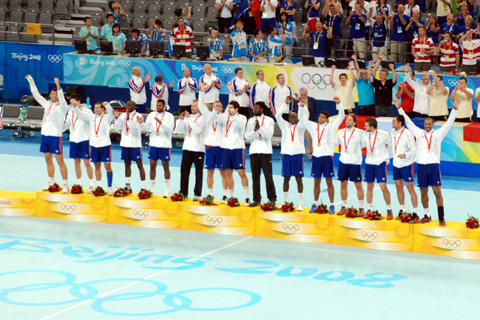
Det franska laget firar sin seger vid de olympiska sommarspelen 2008 i Peking.

Detta är en lista över alla vinnare såväl som alla andra- och tredjeplacerade lag i handbolltävlingarna i de olympiska sommarspelen, fördelade på herrar och damer. Slutligen har de olika nationerna sammanställts.

## Tävlingar

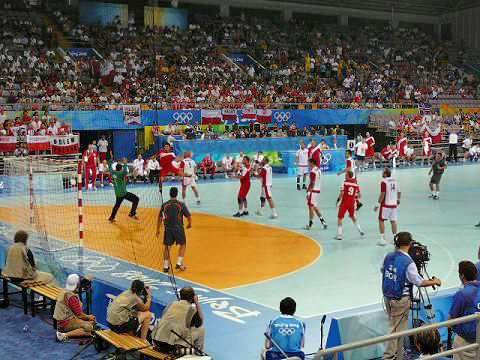
Polska och isländska handbollsspelare i Peking 2008.

Först vid de olympiska sommarspelen 1936 blev handboll en del av det officiella tävlingsprogrammet. Efter andra världskriget, då de olympiska spelen ställdes in två gånger, försvann idrotten under sex år från det olympiska programmet. Vid de olympiska sommarspelen 1972 i München togs handboll återigen med i det olympiska programmet. Sedan 1976 finns det även en tävling för damer.
Bland herrarna har det hittills hållits fjorton tävlingar och bland damerna tolv tävlingar med medaljutdelning. Totalt 26 guldmedaljer har hittills delats ut till handbollsspelare i de olympiska spelen.

### Damer
| Spel                            | Guld | Silver | Brons |
| Montréal 1976 Detaljer...       | Sovjetunionen | Östtyskland | Ungern |
| Montréal 1976 Detaljer...       | Lyubov Odynokova Lyudmyla Bobrus Aldona Česaitytė Tetyana Hlusjtjenko Larisa Karlova Marija Litosjenko Nina Lobova Tetyana Kotjerhina Lyudmyla Pantjuk Rafiga Sjabanova Natalija Tjmosjkina Ljudmila Sjubina Zinajida Turtjina Haljna Zacharova                                  | Gabriele Badorek Hannelore Burosch Roswitha Krause Waltraud Kretzschmar Evelyn Matz Liane Michaelis Eva Paskuy Kristina Richter Christina Rost Silvia Siefert Marion Tietz Petra Uhlig Christina Voss Hannelore Zober                                                   | Éva Angyal Mária Berzsenyi Ágota Bujdosó Klára Csíkné Zsuzsanna Kéziné Katalin Lakiné Rozália Lelkesné Márta Megyeriné Ilona Nagy Marianna Nagy Erzsébet Németh Amália Sterbinszky Borbála Tóth Harsányi Mária Vadászné                                              |
| Moskva 1980 Detaljer...         | Sovjetunionen | Jugoslavien | Östtyskland |
| Moskva 1980 Detaljer...         | Larisa Karlova Tetyana Kotjerhina Valentyna Lutajeva Aldona Nenėnienė Lyubov Odynokova Iryna Paltjykova Lyudmila Poradnyk Julija Safina Larisa Savkina Sigita Strečen Natalija Tjmosjkina Zinajida Turtjina Olha Zubarjeva                                                       | Svetlana Anastasovski Mirjana Đurica Radmila Drljača Katica Ileš Slavica Jeremić Svetlana Kitić Jasna Merdan-Kolar Vesna Milošević Mirjana Ognjenović Vesna Radović Radmila Savić Ana Titlić Biserka Višnjić Zorica Vojinović                                           | Birgit Heinecke Roswitha Krause Waltraud Kretzschmar Katrin Krüger Kornelia Kunisch Evelyn Matz Kristina Richter Christina Rost Sabine Röther Renate Rudolph Marion Tietz Petra Uhlig Claudia Wunderlich Hannelore Zober                                             |
| Los Angeles 1984 Detaljer...    | Jugoslavien | Sydkorea | Kina |
| Los Angeles 1984 Detaljer...    | Jasna Ptujec Zorica Pavićević Ljubinka Janković Svetlana Anastasovski Svetlana Dašić-Kitić Emilija Erčić Alenka Cuderman Svetlana Mugoša-Antit Mirjana Đurica Biserka Višnjić Slavica Đukić Jasna Merdan-Kolar Mirjana Ognjenović Ljiljana Mugoša Dragica Đurić                  | Kim Kyung-soon Lee Soon-ei Jeong Hyoi-soon Kim Mi-sook Han Hwa-soo Kim Ok-hwa Kim Choon-rye Jeong Soon-bok Yoon Byung-soon Lee Young-ja Sung Kyung-hwa Yoon Soo-kyung Son Mi-ha                                                                                         | Wu Xingjiang He Jianping Zhu Juefeng Zhang Weihong Gao Xiumin Wang Linwei Liu Liping Sun Xiulan Liu Yumei Li Lan Wang Mingxing Chen Zhen Zhang Peijun |
| Seoul 1988 Detaljer...          | Sydkorea | Norge | Sovjetunionen |
| Seoul 1988 Detaljer...          | Song Ji-hyun Han Hyun-sook Kim Choon-rye Kim Myung-soon Lee Ki-soon Kim Hyun-mee Kim Mi-sook Suk Min-hee Son Mi-ha Lim Mi-kyung Kim Kyung-soon Sung Kyung-hwa | Cathrine Svendsen Heidi Sundal Hanne Hegh Hanne Hogness Karin Singstad Trine Haltvik Ingrid Steen Karin Pettersen Annette Skotvoll Kristin Midthun Kjerstin Andersen Berit Digre Susann Goksør Marthe Eliasson Vibeke Johnsen                                           | Natalyja Mitryjuk Larisa Karlova Zinajida Turtjina Marina Bazanova Natalja Morskova Tatijana Gorb Elena Nemasjkalo Tatjana Dzjandzjgava Natalja Anisimova Natalija Lapitskaja Svetlana Mankova Jevgenija Tovstogan Olga Semenova Natalija Rusnatjenko Elina Gousseva |
| Barcelona 1992 Detaljer...      | Sydkorea | Norge | OSS |
| Barcelona 1992 Detaljer...      | Moon Hyang-ja Nam Eun-young Lee Ho-youn Lee Mi-young Hong Jeong-ho Lim O-kyeong Min Hye-sook Park Jeong-lim Oh Seong-ok Jang Ri-ra Kim Hwa-sook Park Kap-sook Cha Jae-kyung | Hege Frøseth Tonje Sagstuen Hanne Hogness Heidi Sundal Susann Goksør Cathrine Svendsen Mona Dahle Siri Eftedal Henriette Henriksen Ingrid Steen Karin Pettersen Annette Skotvoll Kristine Duvholt Heidi Tjugum                                                          | Svetlana Bogdanova Natalja Derjugina Galina Onoprijenko Tatijana Gorb Elina Gousseva Larissa Kisseleva Marina Bazanova Natalja Morskova Ljoudmila Goudz Svetlana Prjachina Natalja Anisimova Galina Borzenkova Tatjana Dzjandzjgava                                  |
| Atlanta 1996 Detaljer...        | Danmark | Sydkorea | Ungern |
| Atlanta 1996 Detaljer...        | Lene Rantala Anne Dorthe Tanderup Camilla Andersen Tina Bøttzau Anette Hoffmann Anja Hansen Marianne Florman Janne Kolling Conny Hamann Anja Andersen Gitte Madsen Gitte Sunesen Heidi Astrup Tonje Kjærgaard Susanne Lauritsen Kristine Andersen                                | Moon Hyang-ja Huh Soon-young Kim Mi-sim Han Sun-hee Kwag Hye-jeong Lim O-kyeong Kim Rang Kim Jeong-mi Oh Seong-ok Hong Jeong-ho Park Jeong-lim Oh Yong-ran Kim Eun-mi Lee Sang-eun Cho Eun-hee Kim Cheong-shim                                                          | Anikó Meksz Eszter Mátéfi Auguszta Mátyás Beatrix Tóth Ildikó Pádár Erzsébet Kocsis Helga Németh Beáta Siti Éva Erdős Anikó Kántor Beáta Hoffmann Anikó Nagy Beatrix Kökény Andrea Farkas Katalin Szilágyi Anna Szántó                                               |
| Sydney 2000 Detaljer...         | Danmark | Ungern | Norge |
| Sydney 2000 Detaljer...         | Lene Rantala Camilla Andersen Tina Bøttzau Janne Kolling Tonje Kjærgaard Karen Brødsgaard Katrine Fruelund Maja Grønbæk Christina Roslyng Hansen Anette Hoffmann Lotte Kiærskou Karin Mortensen Anja Nielsen Rikke Petersen Mette Vestergaard Larsen                             | Ildikó Pádár Beáta Siti Anikó Kántor Anikó Nagy Beatrix Kökény Andrea Farkas Beatrix Balogh Rita Deli Ágnes Farkas Anita Kulcsár Katalin Pálinger Krisztina Pigniczki Bojana Radulovics Judit Simics Dóra Lőwy                                                          | Kristine Duvholt Trine Haltvik Heidi Tjugum Susann Goksør Bjerkrheim Ann Eriksen Kjersti Grini Elisabeth Hilmo Mia Hundvin Tonje Larsen Cecilie Leganger Jeanette Nilsen Marianne Rokne Birgitte Sættem Monica Sandve Else-Marthe Sørlie                             |
| Aten 2004 Detaljer...           | Danmark | Sydkorea | Ukraina |
| Aten 2004 Detaljer...           | Mette Vestergaard Larsen Josephine Touray Camilla Ingemann Thomsen Rikke Skov Rikke Schmidt Louise Bager Nørgaard Karin Mortensen Henriette Mikkelsen Lotte Kiærskou Rikke Hørlykke Jørgensen Trine Jensen Katrine Fruelund Line Daugaard Karen Brødsgaard Kristine Andersen     | Oh Yong-ran Oh Seong-ok Lim O-kyeong Woo Sun-hee Kim Cha-youn Moon Kyeong-ha Lee Gong-joo Jang So-hee Myoung Bok-hee Choi Im-jeong Kim Hyun-ok Huh Young-sook Huh Soon-young Moon Pil-hee Lee Sang-eun                                                                  | Olena Jatsenko Olena Tsygitsa Ganna Sjukalo Oksana Rajyhel Olena Radtjenko Galina Markusjevska Natalija Ljapina Larysa Zaspa Iryna Hontjarova Maryna Vergeljuk Anastasija Borodina Natalija Borysenko Ljudmila Sjevtjenko Ganna Burmystrovna Tetyana Sjinkarenko     |
| Peking 2008 Detaljer...         | Norge | Ryssland | Sydkorea |
| Peking 2008 Detaljer...         | Kari Aalvik Grimsbø Katja Nyberg Ragnhild Aamodt Gøril Snorroeggen Else-Marthe Sørlie Lybekk Tonje Nøstvold Karoline Dyhre Breivang Kristine Lunde Gro Hammerseng Kari Mette Johansen Marit Malm Frafjord Tonje Larsen Katrine Lunde Haraldsen Linn-Kristin Riegelhuth           | Inna Suslina Irina Poltoratskaja Oksana Romenskaja Ljudmila Postnova Anna Karejeva Jekaterina Andrjusjina Jana Uskova Jelena Poljonova Emilija Turej Natalja Sjipilova Marija Sidorova Jekaterina Marennikova Jelena Dmitrijeva Irina Bliznova                          | Oh Yong-ran Kim On-a Huh Soon-young Song Hai-rim Kim Nam-sun Kim Cha-youn Oh Seong-ok Hong Jeong-ho Park Chung-hee Lee Min-hee An Jung-hwa Bae Min-hee Choi Im-jeong Moon Pil-hee                                                                                    |
| London 2012 Detaljer...         | Norge | Montenegro | Spanien |
| London 2012 Detaljer...         | Kari Aalvik Grimsbø Ida Alstad Heidi Løke Tonje Nøstvold Karoline Dyhre Breivang Kristine Lunde-Borgersen Kari Mette Johansen Marit Malm Frafjord Linn Jørum Sulland Katrine Lunde Haraldsen Linn-Kristin Riegelhuth Koren Gøril Snorroeggen Amanda Kurtović Camilla Herrem      | Marina Vukčević Radmila Miljanić Jovanka Radičević Ana Đokić Marija Jovanović Ana Radović Anđela Bulatović Sonja Barjaktarović Maja Savić Bojana Popović Suzana Lazović Katarina Bulatović Majda Mehmedović Milena Knežević                                             | Andrea Barnó Carmen Martín Nely Carla Alberto Beatriz Fernández Verónica Cuadrado Marta Mangué Macarena Aguilar Silvia Navarro Jessica Alonso Bernardo Elisabeth Pinedo Begoña Fernández Vanesa Amorós Patricia Elorza Mihaela Ciobanu Marta López                   |
| Rio de Janeiro 2016 Detaljer... | Ryssland | Frankrike | Norge |
| Rio de Janeiro 2016 Detaljer... | Anna Sedojkina Polina Kuznetsova Darja Dmitrijeva Anna Sen Olga Akopjan Anna Vjachireva Marina Sudakova Vladlena Bobrovnikova Viktorija Zjilinskajte Jekaterina Marennikova Irina Bliznova Jekaterina Ilina Maja Petrova Tatjana Jerochina Victorija Kalinina                    | Laura Glauser Camille Ayglon Allison Pineau Laurisa Landre Grâce Zaadi Marie Prouvensier Amandine Leynaud Manon Houette Siraba Dembélé Chloé Bulleux Tamara Horacek Béatrice Edwige Estelle Nze Minko Gnonsiane Niombla Alexandra Lacrabère                             | Kari Aalvik Grimsbø Mari Molid Emilie Hegh Arntzen Veronica Kristiansen Ida Alstad Heidi Løke Nora Mørk Stine Bredal Oftedal Marit Malm Frafjord Katrine Lunde Linn-Kristin Riegelhuth Koren Amanda Kurtović Camilla Herrem Sanna Solberg-Isaksen                    |
| Tokyo 2020 Detaljer...          | Frankrike | ROC | Norge |
| Tokyo 2020 Detaljer...          | Pauline Coatanea Blandine Dancette Cléopâtre Darleux Béatrice Edwige Laura Flippes Pauletta Foppa Alexandra Lacrabère Coralie Lassource Amandine Leynaud Kalidiatou Niakaté Méline Nocandy Estelle Nze Minko Allison Pineau Océane Sercien-Ugolin Chloé Valentini Grâce Zaadi    | Vladlena Bobrovnikova Darja Dmitrijeva Olga Fomina Polina Gorsjkova Jekaterina Ilina Victorija Kalinina Polina Kuznetsova Ksenija Makejeva Julija Managarova Jelena Mikhajlitsjenko Anna Sedojkina Anna Sen Antonina Skorobogattjenko Polina Vedjochina Anna Vjachireva | Kari Brattset Dale Stine Bredal Oftedal Kristine Breistøl Camilla Herrem Vilde Johansen Veronica Kristiansen Katrine Lunde Marit Malm Frafjord Nora Mørk Henny Reistad Marit Røsberg Jacobsen Stine Skogrand Silje Solberg Sanna Solberg-Isaksen Marta Tomac         |
| Paris 2024 Detaljer...          | Norge | Frankrike | Danmark |
| Paris 2024 Detaljer...          | Veronica Kristiansen Maren Nyland Aardahl Stine Skogrand Nora Mørk Stine Bredal Oftedal Silje Solberg-Østhassel Kari Brattset Dale Kristine Breistøl Vilde Ingstad Katrine Lunde Marit Røsberg Jacobsen Camilla Herrem Sanna Solberg-Isaksen Henny Reistad Thale Rushfeldt Deila | Laura Glauser Méline Nocandy Alicia Toublanc Chloé Valentini Coralie Lassource Grâce Zaadi Cléopatre Darleux Laura Flippes Orlane Kanor Tamara Horacek Pauletta Foppa Estelle Nze Minko Oriane Ondono Lucie Granier Sarah Bouktit Léna Grandveau Hatadou Sako           | Sandra Toft Sarah Iversen Helena Elver Anne Mette Hansen Kathrine Heindahl Line Haugsted Althea Reinhardt Mette Tranborg Kristina Jørgensen Trine Østergaard Louise Burgaard Mie Højlund Emma Friis Rikke Iversen Michala Møller                                     |

### Herrar
| Spel                            | Guld | Silver | Brons |
| Berlin 1936 Detaljer...         | Tyskland | Österrike | Schweiz |
| Berlin 1936 Detaljer...         | Karl Kreutzberg Arthur Knautz Willi Bandholz Hans Keiter Wilhelm Brinkmann Rudolf Stahl Fritz Spengler Erich Hermann Günter Ortmann Wilhelm Baumann Fritz Fromm Heinz Körvers Wilhelm Müller Georg Dascher Kurt Dossin Hermann Hansen Edgar Reinhardt Hans Theilig Helmut Berthold Alfred Klingler Helmut Braselmann Heinrich Keimig | Friedrich Maurer Franz Brunner Friedrich Wurmböck Siegfried Purner Johann Zehetner Johann Houchka Franz Bistricky Franz Berghammer Walter Reisp Ferdinand Kiefler Anton Perwein Alois Schnabel Franz Bartl Johann Tauscher Otto Licha Emil Juracka Leopold Wohlrab Jaroslav Volak Alfred Schmalzer Ludwig Schuberth Josef Kreci Siegfried Powolny | Eduard Schmid Erland Herkenrath Erich Schmitt Rolf Fäs Max Streib Robert Studer Rudolf Wirz Georg Mischon Ernst Hufschmid Willy Hufschmid Eugen Seiterle Max Blosch Werner Scheurmann Willy Schäfer Willy Gysi Werner Meyer Burkhard Gantenbein                                |
| München 1972 Detaljer...        | Jugoslavien | Tjeckoslovakien | Rumänien |
| München 1972 Detaljer...        | Zoran Živković Abaz Arslanagić Miroslav Pribanić Petar Fajfrić Milorad Karalić Đorđo Lavrnić Slobodan Mišković Hrvoje Horvat Branislav Pokrajac Zdravko Miljak Milan Lazarević Nebojša Popović Zdenko Zorko Albin Vidović | František Králík Peter Pospíšil Ivan Satrapa Vladimír Jarý Jiří Kavan Andrej Lukošík Vladimír Haber Jindřich Krepindl Ladislav Beneš Vincent Lafko Jaroslav Konečný Pavel Mikeš František Brůna Jaroslav Škarvan Arnošt Klimčík Zdeněk Škára | Cornel Penu Alexandru Dincă Gabriel Kicsid Ghiță Licu Cristian Gațu Roland Gunesch Radu Voina Simion Schöbel Gheorghe Gruia Werner Stöckl Daniel Marin Adrian Cosma Valentin Samungi Constantin Tudosie Ștefan Birtalan                                                        |
| Montréal 1976 Detaljer...       | Sovjetunionen | Rumänien | Polen |
| Montréal 1976 Detaljer...       | Mychajlo Isjtjenko Anatolij Fedyjukin Vladimir Maksimov Sergej Kusjniryjuk Vasilij Ilyjin Vladimir Kravtsov Jurij Klimov Jurij Lagutin Aleksandr Anpilogov Evgenij Tjernysjov Valerij Gassyj Nikolaj Tomin Jurij Kidyjajev Aleksandr Rezanov                                                                                         | Cornel Penu Gabriel Kicsid Cristian Gațu Ghiță Licu Cezar Drăgăniță Radu Voina Roland Gunesch Alexandru Fölker Ștefan Birtalan Adrian Cosma Constantin Tudosie Nicolae Munteanu Werner Stöckl Mircea Grabovschi | Andrzej Szymczak Piotr Cieśla Zdzislaw Antczak Zygfryd Kuchta Jerzy Klempel Janusz Brzozowski Ryszard Przybysz Jerzy Melcer Andrzej Sokołowski Jan Gmyrek Henryk Rozmiarek Alfred Kałuziński Włodzimierz Zieliński Mieczysław Wojczak                                          |
| Moskva 1980 Detaljer...         | Östtyskland | Sovjetunionen | Rumänien |
| Moskva 1980 Detaljer...         | Siegfried Voigt Günter Dreibrodt Peter Rost Klaus Gruner Hans-Georg Beyer Dietmar Schmidt Hartmut Krüger Lothar Doering Ernst Gerlach Frank-Michael Wahl Ingolf Wiegert Wieland Schmidt Rainer Höft Hans-Georg Jaunich | Mychajlo Isjtjenko Viktor Machorin Sergej Kusjniryjuk Aljaksandr Karsjakevitj Vladimir Kravtsov Vladimir Belov Anatolij Fedyjukin Aleksandr Anpilogov Evgenij Tjernysjov Aleksej Zjuk Nikolaj Tomin Jurij Kidyjajev Vladimir Repijev Valdemar Novitskij                                                                                           | Nicolae Munteanu Marian Dumitru Iosif Boroș Maricel Voinea Vasile Stîngă Radu Voina Cezar Drăgăniță Cornel Durău Ștefan Birtalan Alexandru Fölker Neculai Vasilcă Lucian Vasilache Adrian Cosma Claudiu Eugen Ionescu                                                          |
| Los Angeles 1984 Detaljer...    | Jugoslavien | Västtyskland | Rumänien |
| Los Angeles 1984 Detaljer...    | Zlatan Arnautović Momir Rnić Veselin Vuković Milan Kalina Jovica Elezović Zdravko Zovko Pavle Jurina Veselin Vujović Slobodan Kuzmanovski Mirko Bašić Zdravko Rađenović Mile Isaković Dragan Mladenović Branko Štrbac | Andreas Thiel Arnulf Meffle Rüdiger Neitzel Martin Schwalb Dirk Rauin Michael Paul Thomas Happe Erhard Wunderlich Thomas Springel Klaus Wöller Jochen Fraatz Ulrich Roth Michael Roth Uwe Schwenker Siegfried Roch | Maricel Voinea Vasile Stîngă Gheorghe Covaciu Cornel Durău Alexandru Fölker Vasile Oprea Mircea Bedivan Dumitru Berbece Gheorghe Dogărescu Adrian Simion Nicolae Munteanu Marian Dumitru Iosif Boroș                                                                           |
| Seoul 1988 Detaljer...          | Sovjetunionen | Sydkorea | Jugoslavien |
| Seoul 1988 Detaljer...          | Andrej Lavrov Aleksandr Tutjkin Aljaksandr Karsjakevitj Jurij Nesterov Georgij Sviridenko Andrej Tjumentsev Michail Vasiljev Jurij Sjevtsov Vjatjeslav Atavin Valdemar Novitskij Igor Tjumak Konstantin Sjarovarov Valerij Gopin | Yoon Tae-il Kim Jae-hwan Shin Yung-suk Park Do-hun Park Young-dae Koh Suk-chang Roh Hyun-suk Oh Young-ki Choi Suk-jae Kang Jae-won Lee Sang-hyo Lim Jin-suk Shim Jae-hong | Momir Rnić Zlatko Saračević Iztok Puc Goran Perkovac Irfan Smajlagić Zlatko Portner Veselin Vujović Jožef Holpert Mirko Bašić Alvaro Načinović Slobodan Kuzmanovski Ermin Velić Rolando Pušnik Boris Jarak Muhamed Memić                                                       |
| Barcelona 1992 Detaljer...      | OSS | Sverige | Frankrike |
| Barcelona 1992 Detaljer...      | Andrej Lavrov Igor Vasiljev Jurij Havrylov Andrej Barbatjinskij Andrej Minevskij Vjatjeslav Gorpisjin Serguej Bebetjko Valerij Gopin Vasilij Kudinov Talant Dujsjebajev Dmitrij Filippov Michail Jakimovitj Oleg Grebnev Oleg Kiseljov Igor Tjumak Pavel Sukosjan                                                                    | Mats Olsson Robert Hedin Magnus Wislander Anders Bäckegren Ola Lindgren Per Carlén Erik Hajas Magnus Cato Axel Sjöblad Robert Andersson Pierre Thorsson Patrik Liljestrand Staffan Olsson Magnus Andersson Tommy Suoraniemi Tomas Svensson | Philippe Médard Pascal Mahé Philippe Debureau Denis Lathoud Denis Tristant Gaël Monthurel Alain Portes Éric Quintin Jean-Luc Thiébaut Philippe Gardent Thierry Perreux Laurent Munier Frédéric Perez Jackson Richardson Stéphane Stoecklin Frédéric Volle                      |
| Atlanta 1996 Detaljer...        | Kroatien | Sverige | Spanien |
| Atlanta 1996 Detaljer...        | Vladimir Jelčić Goran Perkovac Irfan Smajlagić Božidar Jović Alvaro Načinović Vladimir Šujster Bruno Gudelj Nenad Kljaić Iztok Puc Zoran Mikulić Patrik Ćavar Venio Losert Valner Franković Slavko Goluža Valter Matošević Zlatko Saračević                                                                                          | Tomas Svensson Martin Frändesjö Mats Olsson Robert Hedin Magnus Wislander Thomas Sivertsson Ola Lindgren Per Carlén Erik Hajas Johan Petersson Stefan Lövgren Robert Andersson Staffan Olsson Magnus Andersson Andreas Larsson | Jaume Fort Demetrio Lozano Salvador Esquer Rafael Guijosa Fernando Hernández Raúl González Iñaki Urdangarin Jesús Olalla Mateo Garralda Talant Dujshebaev Jesús Fernández Alberto Urdiales Jordi Núñez Juan Pérez José Javier Hombrados Aitor Etxaburu                         |
| Sydney 2000 Detaljer...         | Ryssland | Sverige | Spanien |
| Sydney 2000 Detaljer...         | Andrej Lavrov Dmitrij Filippov Vjatjeslav Gorpisjin Oleg Chodkov Eduard Koksjarov Vasilij Kudinov Stanislav Kulintjenko Dmitrij Kuzelev Denis Krivosjlykov Igor Lavrov Sergej Pogorelov Pavel Sukosjan Dmitrij Torgovanov Aleksandr Tutjkin Lev Voronin                                                                              | Magnus Andersson Ola Lindgren Tomas Svensson Pierre Thorsson Magnus Wislander Martin Boquist Martin Frändesjö Mathias Franzén Peter Gentzel Andreas Larsson Stefan Lövgren Ljubomir Vranjes Staffan Olsson Johan Petersson Thomas Sivertsson | Talant Dujshebaev Mateo Garralda Rafael Guijosa Demetrio Lozano Jordi Núñez Juan Pérez Iñaki Urdangarin Alberto Urdiales David Barrufet Enric Masip Xavier O'Callaghan Jesús Olalla Antonio Carlos Ortega Antonio Ugalde Andrei Xepkin                                         |
| Aten 2004 Detaljer...           | Kroatien | Tyskland | Ryssland |
| Aten 2004 Detaljer...           | Davor Dominiković Venio Losert Ivano Balić Vedran Zrnić Igor Vori Goran Šprem Denis Špoljarić Vlado Šola Petar Metličić Valter Matošević Blaženko Lacković Nikša Kaleb Slavko Goluža Mirza Džomba | Torsten Jansen Stefan Kretzschmar Volker Zerbe Christian Zeitz Frank von Behren Daniel Stephan Christian Schwarzer Christian Ramota Klaus-Dieter Petersen Florian Kehrmann Jan-Olaf Immel Pascal Hens Henning Fritz Mark Dragunski Markus Baur | Aleksandr Tutjkin Aleksej Kostygov Vjatjeslav Gorpisjin Pavel Basjkin Aleksandr Gorbatikov Sergej Pogorelov Aleksej Rastvortsev Denis Krivosjlykov Eduard Koksjarov Oleg Kulesjov Michail Tjipurin Vitalij Ivanov Andrej Lavrov Dmitrij Torgovanov Vasilij Kudinov             |
| Peking 2008 Detaljer...         | Frankrike | Island | Spanien |
| Peking 2008 Detaljer...         | Jérôme Fernandez Didier Dinart Cédric Burdet Guillaume Gille Bertrand Gille Daniel Narcisse Olivier Girault Daouda Karaboué Nikola Karabatić Christophe Kempé Thierry Omeyer Joël Abati Luc Abalo Michaël Guigou Cédric Paty | Björgvin Páll Gústavsson Logi Geirsson Sigfús Sigurðsson Ásgeir Örn Hallgrímsson Arnór Atlason Guðjón Valur Sigurðsson Snorri Guðjónsson Ólafur Stefánsson Sturla Ásgeirsson Alexander Petersson Hreiðar Levý Guðmundsson Sverre Andreas Jakobsson Róbert Gunnarsson Ingimundur Ingimundarson                                                     | José Javier Hombrados Alberto Entrerríos Albert Rocas Raúl Entrerríos Rubén Garabaya Carlos Prieto Ion Belaustegui Demetrio Lozano David Davis David Barrufet Juanín García Iker Romero Cristian Malmagro Víctor Tomás                                                         |
| London 2012 Detaljer...         | Frankrike | Sverige | Kroatien |
| London 2012 Detaljer...         | Jérôme Fernandez Didier Dinart Xavier Barachet Guillaume Gille Bertrand Gille Daniel Narcisse Guillaume Joli Samuel Honrubia Daouda Karaboué Nikola Karabatić Thierry Omeyer William Accambray Luc Abalo Cédric Sorhaindo Michaël Guigou                                                                                             | Mattias Andersson Mattias Gustafsson Kim Andersson Jonas Källman Magnus Jernemyr Niclas Ekberg Dalibor Doder Jonas Larholm Tobias Karlsson Johan Jakobsson Johan Sjöstrand Fredrik Petersen Kim Ekdahl Du Rietz Mattias Zachrisson Andreas Nilsson                                                                                                | Venio Losert Ivano Balić Domagoj Duvnjak Blaženko Lacković Marko Kopljar Igor Vori Jakov Gojun Zlatko Horvat Drago Vuković Damir Bičanić Denis Buntić Mirko Alilović Manuel Štrlek Ivan Čupić Ivan Ninčević                                                                    |
| Rio de Janeiro 2016 Detaljer... | Danmark | Frankrike | Tyskland |
| Rio de Janeiro 2016 Detaljer... | Niklas Landin Jacobsen Mads Christiansen Mads Mensah Larsen Casper Ulrich Mortensen Jesper Nøddesbo Jannick Green Lasse Svan Hansen René Toft Hansen Henrik Møllgaard Kasper Søndergaard Henrik Toft Hansen Mikkel Hansen Morten Olsen Michael Damgaard                                                                              | Olivier Nyokas Daniel Narcisse Vincent Gérard Nikola Karabatić Kentin Mahé Mathieu Grébille Thierry Omeyer Timothey N'Guessan Luc Abalo Cédric Sorhaindo Michaël Guigou Luka Karabatić Ludovic Fabregas Adrien Dipanda Valentin Porte | Uwe Gensheimer Finn Lemke Patrick Wiencek Tobias Reichmann Fabian Wiede Silvio Heinevetter Hendrik Pekeler Steffen Weinhold Martin Strobel Steffen Fäth Kai Häfner Andreas Wolff Julius Kühn Christian Dissinger Paul Drux                                                     |
| Tokyo 2020 Detaljer...          | Frankrike | Danmark | Spanien |
| Tokyo 2020 Detaljer...          | Luc Abalo Hugo Descat Ludovic Fabregas Yann Genty Vincent Gérard Michaël Guigou Luka Karabatić Nikola Karabatić Romain Lagarde Kentin Mahé Dika Mem Timothey N'Guessan Valentin Porte Nedim Remili Melvyn Richardson Nicolas Tournat                                                                                                 | Lasse Andersson Mathias Gidsel Jóhan Hansen Mikkel Hansen Jacob Holm Emil Jakobsen Niklas Landin Jacobsen Magnus Landin Jacobsen Mads Mensah Larsen Kevin Møller Henrik Møllgaard Morten Olsen Magnus Saugstrup Lasse Svan Hansen Henrik Toft Hansen                                                                                              | Julen Aguinagalde Rodrigo Corrales Alex Dujshebaev Raúl Entrerríos Ángel Fernández Adrià Figueras Antonio García Robledo Aleix Gómez Gedeón Guardiola Eduardo Gurbindo Jorge Maqueda Viran Morros Gonzalo Pérez de Vargas Miguel Sánchez-Migallón Daniel Sarmiento Ferran Solé |

## Nationsrankning
Ej längre existerande stater är kursiverade.
| Pl. | Nation                    | Guld | Silver | Brons | Totalt |
| --- | ------------------------- | ---- | ------ | ----- | ------ |
| 1   | Sovjetunionen/ OSS (1992) | 5    | 1      | 2     | 8      |
| 2   | Frankrike                 | 4    | 2      | 1     | 7      |
| 3   | Danmark                   | 4    | 1      | 0     | 5      |
| 4   | Jugoslavien               | 3    | 1      | 1     | 5      |
| 5   | Sydkorea                  | 2    | 4      | 1     | 7      |
| 6   | Norge                     | 2    | 2      | 3     | 7      |
| 7   | Ryssland                  | 2    | 1      | 1     | 4      |
| 8   | Kroatien                  | 2    | 0      | 1     | 3      |
| 9   | Tyskland                  | 1    | 2      | 1     | 4      |
| 10  | Östtyskland               | 1    | 1      | 1     | 3      |
| 11  | Sverige                   | 0    | 4      | 0     | 4      |
| 12  | Rumänien                  | 0    | 1      | 3     | 4      |
| 13  | Ungern                    | 0    | 1      | 2     | 3      |
| 14  | Island                    | 0    | 1      | 0     | 1      |
| 14  | Montenegro                | 0    | 1      | 0     | 1      |
| 14  | ROC                       | 0    | 1      | 0     | 1      |
| 14  | Tjeckoslovakien           | 0    | 1      | 0     | 1      |
| 14  | Österrike                 | 0    | 1      | 0     | 1      |
| 19  | Spanien                   | 0    | 0      | 5     | 5      |
| 20  | Kina                      | 0    | 0      | 1     | 1      |
| 20  | Polen                     | 0    | 0      | 1     | 1      |
| 20  | Schweiz                   | 0    | 0      | 1     | 1      |
| 20  | Ukraina                   | 0    | 0      | 1     | 1      |